# Tournoi de tennis de Cortina d'Ampezzo
L'Internazionali Di Tennis Cortina est un tournoi international de tennis masculin du circuit professionnel Challenger. Il a lieu tous les ans au mois de juillet à Cortina d'Ampezzo, en Italie. Il a été créé en 2014 et se joue sur terre battue en extérieur.

## Palmarès messieurs

### Simple
| Année | Vainqueur               | Finaliste       | Score          |
| ----- | ----------------------- | --------------- | -------------- |
| 2014  | Filip Krajinović        | Federico Gaio   | 2-6, 7-65, 7-5 |
| 2015  | Paolo Lorenzi           | Máximo González | 6-3, 7-5       |
| 2016  | João Souza              | Laslo Djere     | 6-4, 7-64      |
| 2017  | Roberto Carballés Baena | Gerald Melzer   | 6-1, 6-0       |

### Double
| Année | Vainqueurs                       | Finalistes                             | Score             |
| ----- | -------------------------------- | -------------------------------------- | ----------------- |
| 2014  | Íñigo Cervantes Juan Lizariturry | Lee Hsin-han Vahid Mirzadeh            | 7-5, 3-6, [10-8]  |
| 2015  | Paolo Lorenzi Matteo Viola       | Lee Hsin-han Alessandro Motti          | 65-7, 6-4, [10-3] |
| 2016  | James Cerretani Philipp Oswald   | Roberto Carballés Baena Cristian Garín | 6-3, 6-2          |
| 2017  | Guido Andreozzi Gerald Melzer    | Steven de Waard Ben McLachlan          | 6-2, 7-64         |